# Babí (Trutnov)
Babí (německy Trautenbach) je vesnice, část okresního města Trutnov. Nachází se asi 7 km na sever od Trutnova. Prochází zde silnice II/300. V roce 2011 zde trvale žilo 109 obyvatel.
Babí je také název katastrálního území o rozloze 11,33 km2. katastr Babí nejvýše položeným osídleným místem v Trutnově a na jeho okraji se též nachází nejvyšší bod města (968 m n. m.). Část Babí je již na území Krkonošského národního parku.

## Historie
Ves Babí se nachází v prudkém údolí Babského potoka (neboli Trutiny), na svazích Rýchor pod horou Baba, po níž ves zřejmě dostala jméno (pod-Babí). Sídlo vzniklo v době kolonizace jako lesní lánová ves. První písemná zmínka o vsi Babí pochází z roku 1485. V letech 1850–1980 byla samostatnou obcí a od 1. ledna 1981 se vesnice stala součástí města Trutnov.
Babí po válce doplatilo na odsun německého obyvatelstva a počet trvale bydlících se mnohonásobně snížil. Řada neobydlených domů a statků byla později armádou vyhozena do povětří. Sousední ves Vernířovice tehdy zcela zanikla. Dnes slouží velká část domů jako rekreační chalupy.

## Pamětihodnosti
- Tvrz Stachelberg – rozsáhlý komplex dělostřelecké tvrze, postavené ve 30. letech 20. století jako součást československého pohraničního opevnění. Rozkládá se na hřebeni severovýchodně od vesnice a jejím úkolem spolu s navazující linií opevnění měla být obrana před vpádem vojsk nacistického Německa prostorem Libavského sedla. Od roku 1993 je tvrz zpřístupněna veřejnosti. Kromě samotné tvrze prochází vesnicí a jejím okolím souvislá linie těžkého a lehkého opevnění.
- rozhledna Eliška – dřevěná rozhledna postavená roku 2014 v prostoru tvrze Stachelberg v nadmořské výšce 632 m. Její jméno připomíná královnu Elišku Rejčku, která jako první z českých královen dostala věnná města, mezi nimi i Trutnov. V blízkosti rozhledny byla také postavena socha královny Elišky.[7]
- kaple sv. Tekly – velká barokní kaple, která v druhé polovině 20. století chátrala, ale po roce 2000 se dočkala postupných oprav a roku 2016 byla znovu slavnostně vysvěcena.[8]
- morový sloup – severně od obce, v místě, kde silnice na Žacléř překonává horský hřeben a kříží hlavní turistickou trasu, stojí památkově chráněná raně barokní pískovcová sloupová boží muka postavená roku 1670.[9] Byl postaven dvěma sedláky z Babí, jejichž rodiny byly uchráněny před morovou epidemií. Jedna z nejstarších staveb svého druhu v širším regionu.[10]
- pomník občanů padlých v 1. světové válce z roku 1926.
- budova bývalé školy z let 1901–1902.
- velký počet zachovalých roubených chalup, památkově chráněn je dům č. p. 8 – roubená dřevěná chalupa postavená roku 1815 lidovým stavitelem, typická lidová stavba v této oblasti se zachovalou dispozicí a architektonickými prvky.[11]
- několik kamenných křížů ve vesnici i v jejím okolí, z nichž některé byly v poslední době rekonstruovány. Například:
  - kříž se třemi světci. U červeně značené cesty východně od obce. Pořízen manželi Franzem & Magdalenou Gilbertovými z Babí 1870, vypracován v novogotickém stylu. Na přední straně ja mělká nika s reliéfem Panny Marie, na bočních stranách sv. Marie Magdalena a sv. František z Assisi.[12]
  - kříž se sv. Josefem a sv. Antonínem. Stojí u stejné cesty cca 160 m jižně od předchozího kříže. Postaven roku 1823 v pozdně barokním slohu. Čelní stranu dříku zdobí reliéfy znázorňující sv. Josefa a sv. Antonína Paduánského.[13]
  - kříž se sv. Antonínem a sv. Annou. Stojí západně od vesnice u Bednářovy cesty, na úbočí kopce Dědek. Postaven roku 1877 v novorománském slohu.Na přední straně dříku je okrouhlá nika s reliéfem sv. Anny a sv. Antonína Paduánského. Původní kříž se sochou Krista sekanou z kamene se nedochoval, současná podoba pochází z opravy v roce 2015.[14]

## Obyvatelstvo
Počet obyvatel Babí trvale klesal už od druhé poloviny 19. století, největší propad nastal po 2. válce a odsunu německého obyvatelstva. Pokles pokračoval i v druhé polovině 20. století, ale od 90. let se začal počet obyvatel opět mírně zvyšovat.
| Rok            | 1869 | 1880 | 1890 | 1900 | 1910 | 1921 | 1930 | 1950 | 1961 | 1970 | 1980 | 1991 | 2001 | 2011 |
| -------------- | ---- | ---- | ---- | ---- | ---- | ---- | ---- | ---- | ---- | ---- | ---- | ---- | ---- | ---- |
| Počet obyvatel | 758  | 702  | 667  | 672  | 610  | 516  | 533  | 193  | 186  | 164  | 131  | 90   | 99   | 109  |
| Počet domů     | 117  | 121  | 114  | 113  | 112  | 110  | 108  | 99   | 50   | 42   | 31   | 30   | 41   | 55   |